# Beatrice Reiman
Beatrice Olivia Annikki Reiman, även känd under namnet Beas liv, född 13 juni 2000 i Stockholm, är en sverigefinsk youtubare. Hennes Youtubekanal hade 2024 omkring 199 000 prenumeranter och omkring 84 miljoner visningar. Hon programleder även podcasten Mikrofonkåt med Tone Sekelius.
Hon var med i Sara Songbirds video "Hyllar youtubers med Beas Liv" som 2016 var nominerad i kategorin Årets samarbete på Guldtuben. Hon har även medverkat i Zeventines podcast Art is Alive och programlett Hey Nickelodeon tillsammans med Hampus Hedström.